# Guglielmo Pizzirani
Guglielmo Pizzirani, né le 28 novembre 1886 à Bologne, et mort en 1971 dans la même ville, est un peintre italien.

## Biographie
Guglielmo Pizzirani est né le 28 novembre 1886 à Bologne.
Il étudie à l'Académie des Beaux-Arts de Bologne. Il se consacre d'abord à la décoration et la restauration et plus tard obtient du succès avec des portraits et des paysages.
Il est mort en 1971 dans sa ville natale.